# مسجد سيدي إبراهيم الدسوقي
مسجد سيدي إبراهيم الدسوقي أو المسجد الإبراهيمي أو الجامع الدسوقي بمدينة دسوق في مصر، هو مسجد بناه شيخ الإسلام إبراهيم الدسوقي في القرن السابع الهجري في العصر المملوكي، الذي يعده الصوفيين من أحد الأقطاب الصوفية الأربعة، وهو أحد المزارات الصوفية الكبيرة في العالم الإسلامي حيث يقصده الآلاف من الزوار من جميع أنحاء مصر والدول العربية والإسلامية والأوروبية.
يضم المسجد ضريح إبراهيم الدسوقي وأخاه شرف الدين موسى في غرفة منفصلة بالمسجد، كما يضم أثراً لحجر يُعتقد أنه يعود إلى زمن النبي محمد. يتميز المسجد بتصميمه المعماري الذي يجمع بين الطرازين الإسلامي الحديث والتقليدي، وقد شهد على مر العصور عدة توسعات وترميمات ليصبح من المعالم البارزة في مصر والعالم الإسلامي.

## الوصف العام للمسجد
يقع المسجد في منطقة وسط البلد بحي جنوب مدينة دسوق بمحافظة كفر الشيخ شمالي دلتا النيل في مصر.
المسجد مقسم إلى جناحين، جناح خاص بالرجال، وجناح للسيدات من طابقين على مساحة 600 متر، يفصل بينهما غرفة ضريح إبراهيم الدسوقي وشقيقه شرف الدين موسى في غرفة منفصلة تقع تحت القبة مباشرة، وبداخل مصلى الرجال 140 عموداً، وبغرفة الضريح 8 أعمدة؛ بالإضافة لعدد 10 أعمدة بمصلى السيدات. وللمسجد 4 مآذن مثمنة الشكل وقبة واحدة، للمسجد 11 باباً رئيسياً من جميع الجهات. كما بالمسجد صالوناً لاستضافة كبار الزوار ومكتبة إسلامية جامعة. وللمسجد حرم خاص يمنع فيه دخول السيارات، وملحق به حدائق بها نافورات ونصب تذكارية ونافورات وتطل على الميدان الإبراهيمي ثم حدائق الميدان الإبراهيمي.

## تاريخ
عندما سطع نجم إبراهيم الدسوقي في العلوم والمعارف وانتشرت طريقته حتى وصل صيته إلى كل أرجاء البلاد، وذلك منذ أن ترك خلوته عندما دفن والده وتفرغ لتلاميذه؛ سمع السلطان الظاهر بيبرس البندقداري بعلم الدسوقي وتفقهه وكثرة أتباعه والتفاف الكثير حوله، أصدر قراراً بتعيينه شيخاً للإسلام، كما قرر السلطان بناء زاوية يلتقي فيها الشيخ بمريديه يعلمهم ويفقههم في أصول دينهم، وهي مكان مسجده الحالي، وظل الدسوقي يشغل منصب شيخ الإسلام حتى توفي السلطان بيبرس، ثم اعتذر عنه ليتفرغ لتلاميذه ومريديه. وبعد أن مات دُفن الدسوقي بخلوته الملاصقة للمسجد، وكان عمره 43 عاماً.

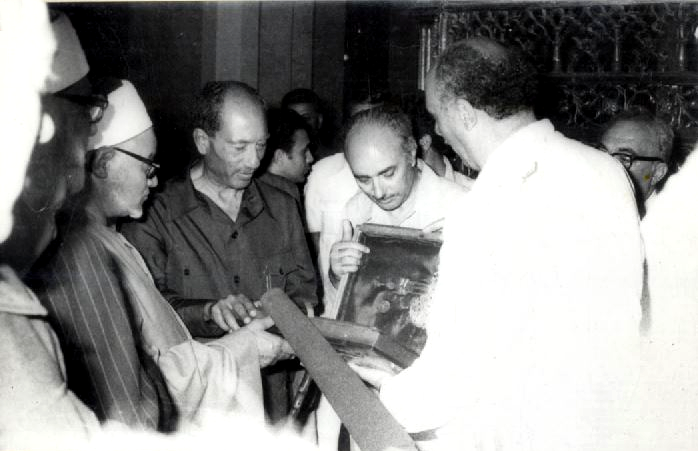
عبد اللطيف المصيلحي رئيس مدينة دسوق يهدي المصحف الشريف للرئيس أنور السادات أثناء زيارته الثانية للمدينة والمسجد الإبراهيمي في 11 مايو عام 1979.

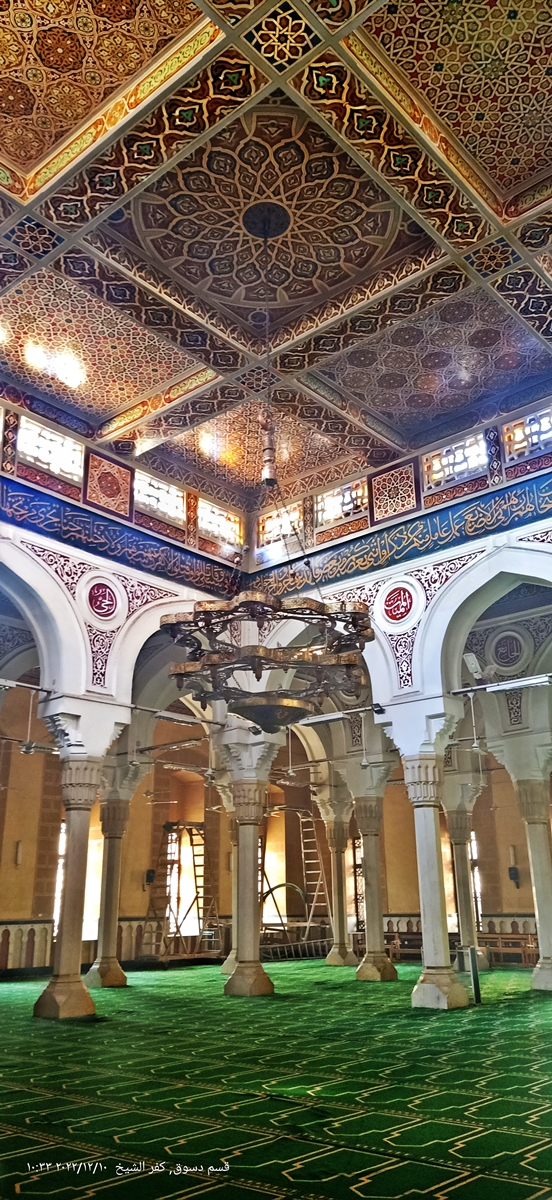
المسجد من الداخل في 2022.

ولقد التف مريدو الدسوقي وتلاميذه حول أخيه شرف الدين أبي العمران موسى، وظل يباشر تدريسهم بنفس الزاوية حتى توفى ودفن بجانب شقيقه، واستمرت الدراسة بهذه الزاوية حتى توسعت وأصبحت مسجد؛ عُرف بالمسجد الدسوقي.
في عهد إسماعيل بن إيواظ حاكم مدينة دسوق -الذي حكم بعد وفاة الدسوقي مباشرةً حوالي عام 1277 والذي كان أحد مريدي الدسوقي كذلك- رأى أن المسجد أو الزواية التي دفن بها الدسوقي غير ملائمة كفاية وتصدع حوائطه، لذلك أمر أن يُقام له مسجد كبير مناسب لمكانته ومقامه. وقد كان بأن أزال الزاوية وأقام مكانها مسجداً كبيراً على شكل صخرة به عدة إيوانات، كما أمر أن يُقام له ضريح عظيم يليق بالدسوقي.
في عهد السلطان قايتباي أمر بتوسعة المسجد وبناء ضريح لمقام إبراهيم الدسوقي في سنة. وفي عام 1880؛ أمر الخديوي توفيق ببناء مسجد سيدي إبراهيم الدسوقي وتوسعة الضريح. وبُني المسجد على مساحة 3,000 م2.
وفي عام 1969 -في عهد الرئيس جمال عبد الناصر- قامت الدولة بالبدء في توسعة المسجد على مساحة 6,400 م2، وافتتح الرئيس محمد أنور السادات مع الإمام الأكبر عبد الحليم محمود شيخ الأزهر التوسعات الجديدة في 23 يوليو عام 1976 في ذكرى ثورة يوليو، وقد بلغت تكاليف هذه التوسعات حوالي 750,000 جنيه مصري؛ ليسع أكثر من 25 ألف من المصلين. وأصبح به 11 باب وصالون لكبار الزوار ومكتبة إسلامية جامعة فيها المراجع الكبرى في الفقه الحديث والأدب، وهذه المكتبة يقصدها طلاب العلم والمعرفة من الباحثين وطلاب الجامعة من شتي البلاد في مصر. كما بُني جناح خاص للسيدات من طابقين علي مساحة 600 م2. وقد بنيت مئذنتين صغيرين مع التوسعات الأخيرة، ثم هدما في التسعينات من القرن العشرين لبناء 4 مآذن عالية جديدة ملائمة لمساحة المسجد الكبيرة.

## الاحتفالات بمولد إبراهيم الدسوقي
يُقام بمدينة دسوق احتفال سنوي بمولد إبراهيم الدسوقي في شهر أكتوبر يستمر لمدة أسبوع وسط إجراءات أمنية مشددة، ويحتفل بالذكرى 77 طريقة صوفية من مختلف أنحاء العالم، حيث يزور المدينة في هذا الوقت من العام أكثر من مليون زائر  من مختلف محافظات مصر وبعض دول العالم، ويُعد من أكبر احتفالات الموالد في مصر. فمن مظاهر الاحتفال، أن يمتطي خليفة المقام الإبراهيمي حصاناً، ويُزف به في معظم شوارع دسوق بعد صلاة العصر في اليوم الختامي للاحتفال.
ويقام أيضاً احتفالاً سنوياً بالمولد الرجبي (الرجبية)  في الفترة من أواخر أبريل أو أوائل مايو من كل عام، ويقام لمدة أسبوع أيضاً.

## معرض الصور

### المسجد من الخارج

لوحة للرسام النمساوي ليوبولد مولر عام 1878 تظهر أطلال المسجد قبل تجديده في أواخر القرن التاسع عشر.
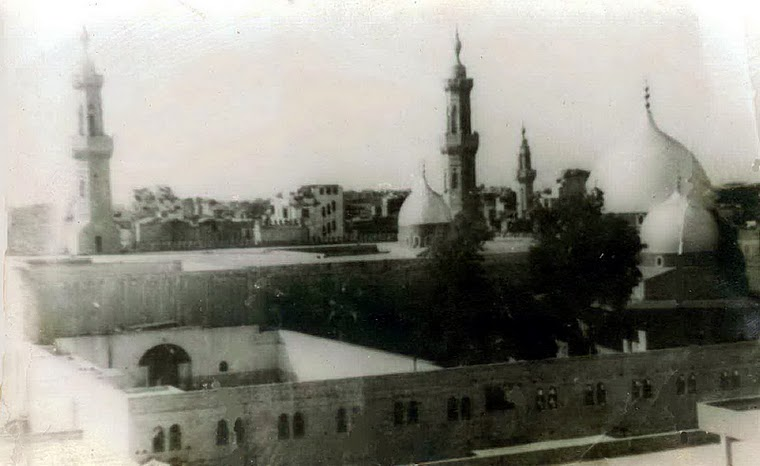
المسجد عام 1969 قبل توسعته.
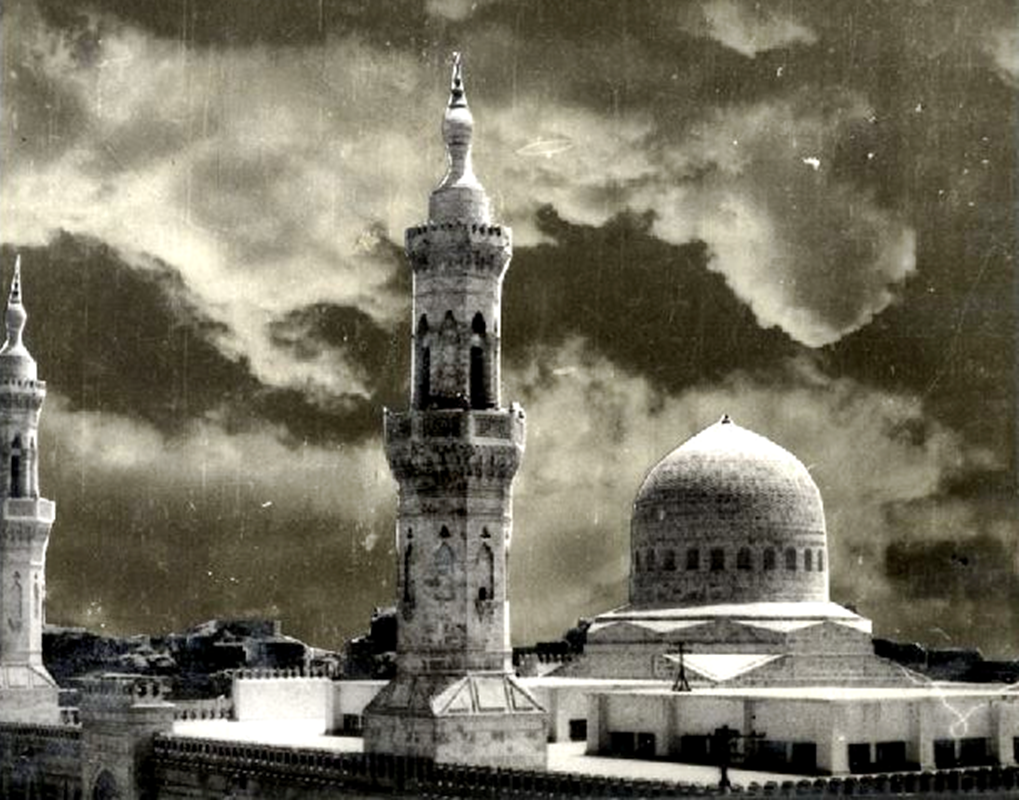
المسجد عام 1979 بعد الانتهاء تطويره وتوسعته.
المسجد عام 1980.
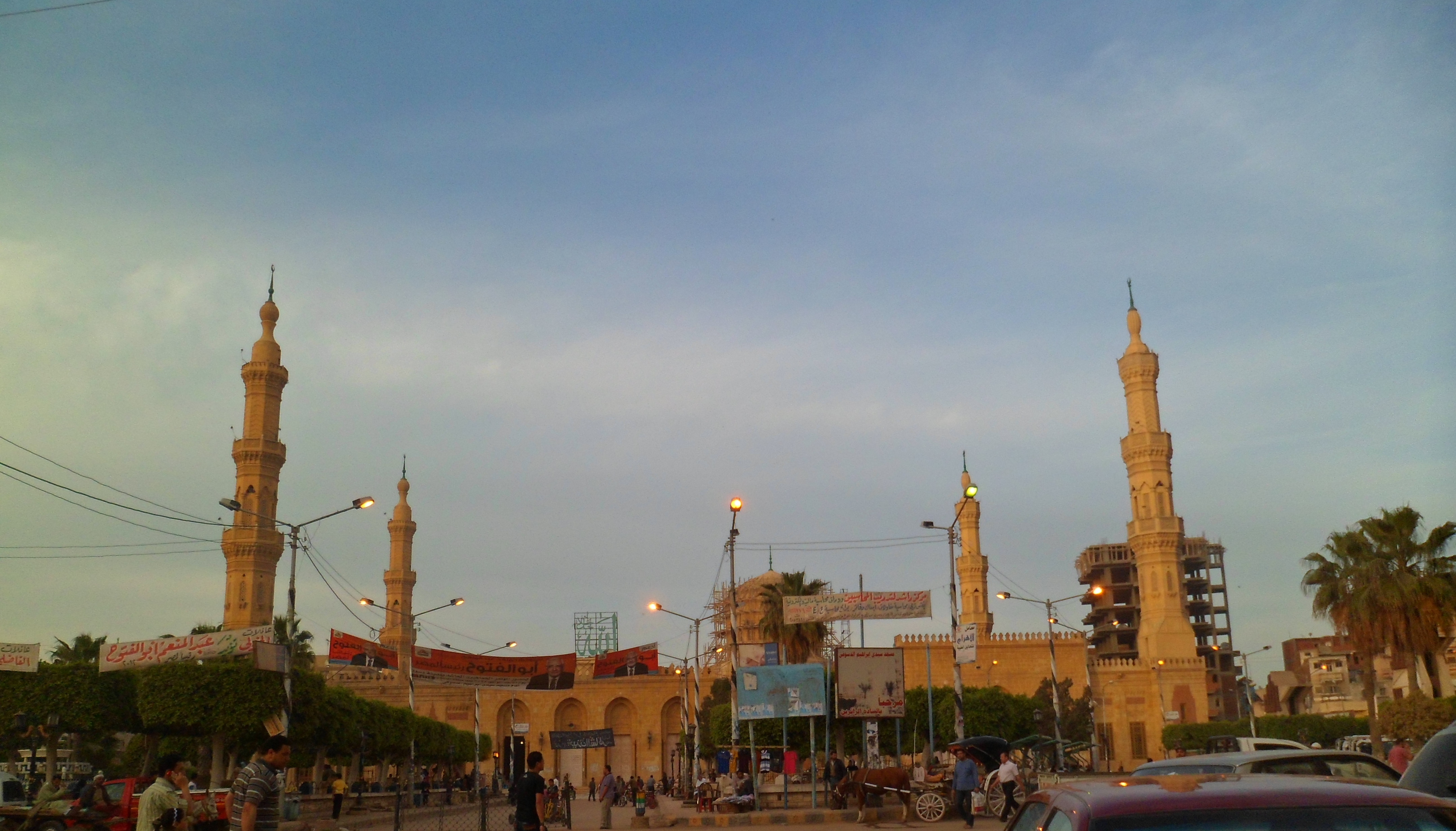
المسجد أثناء ترميمه عام 2011.
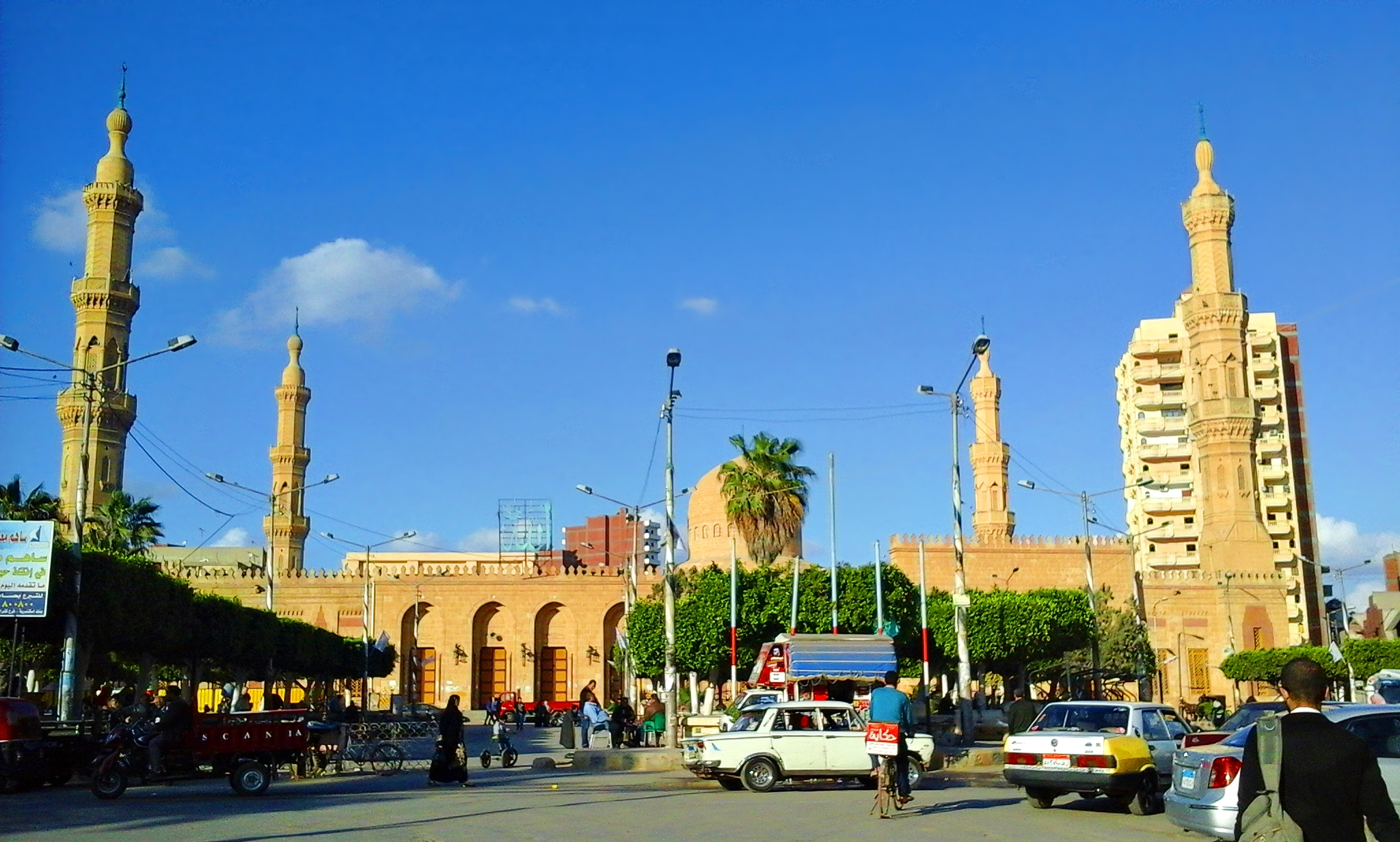
المسجد سنة 2015.
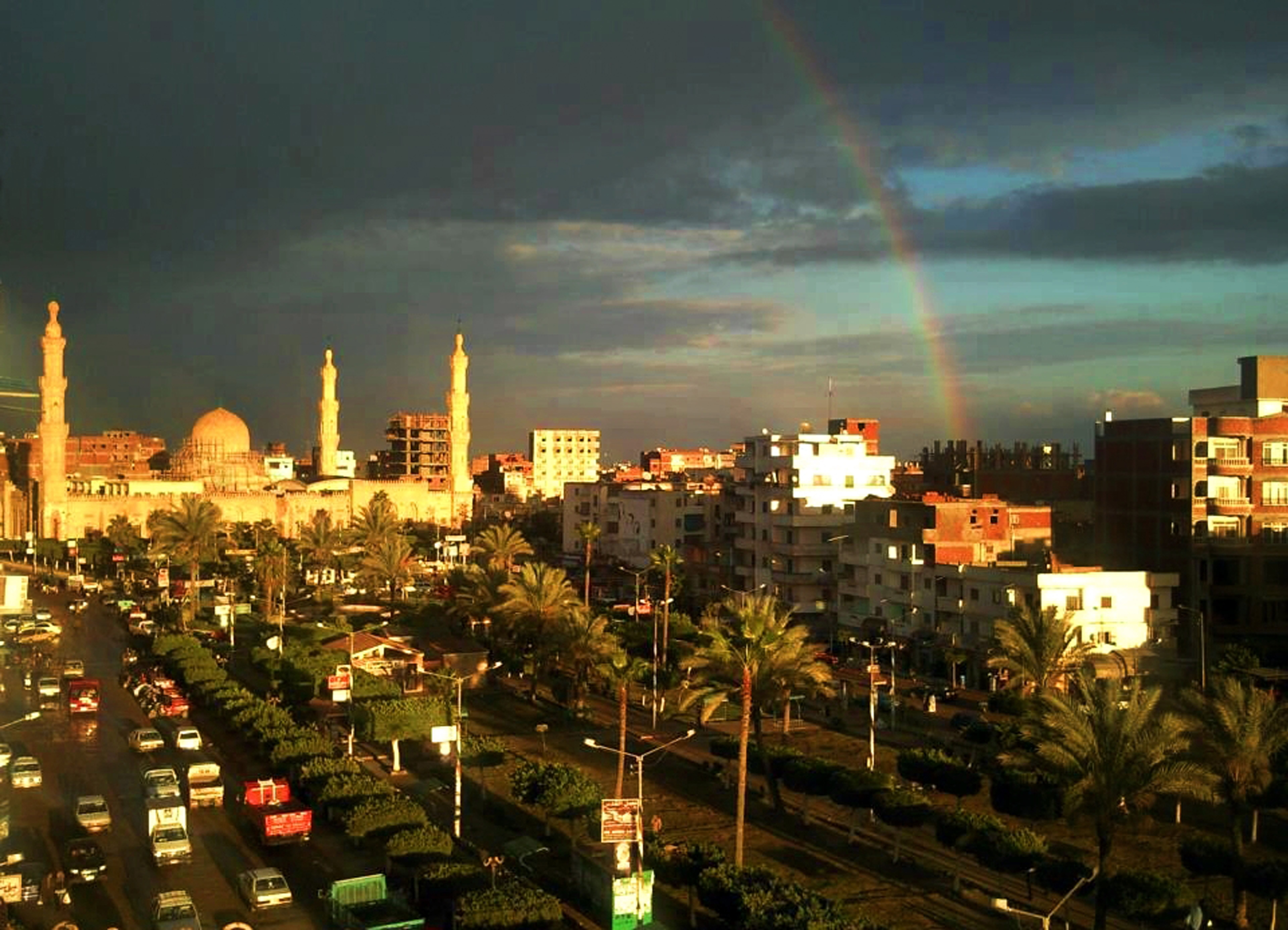
أمام المسجد حدائق مفتوحة باسم حدائق الميدان الإبراهيمي.
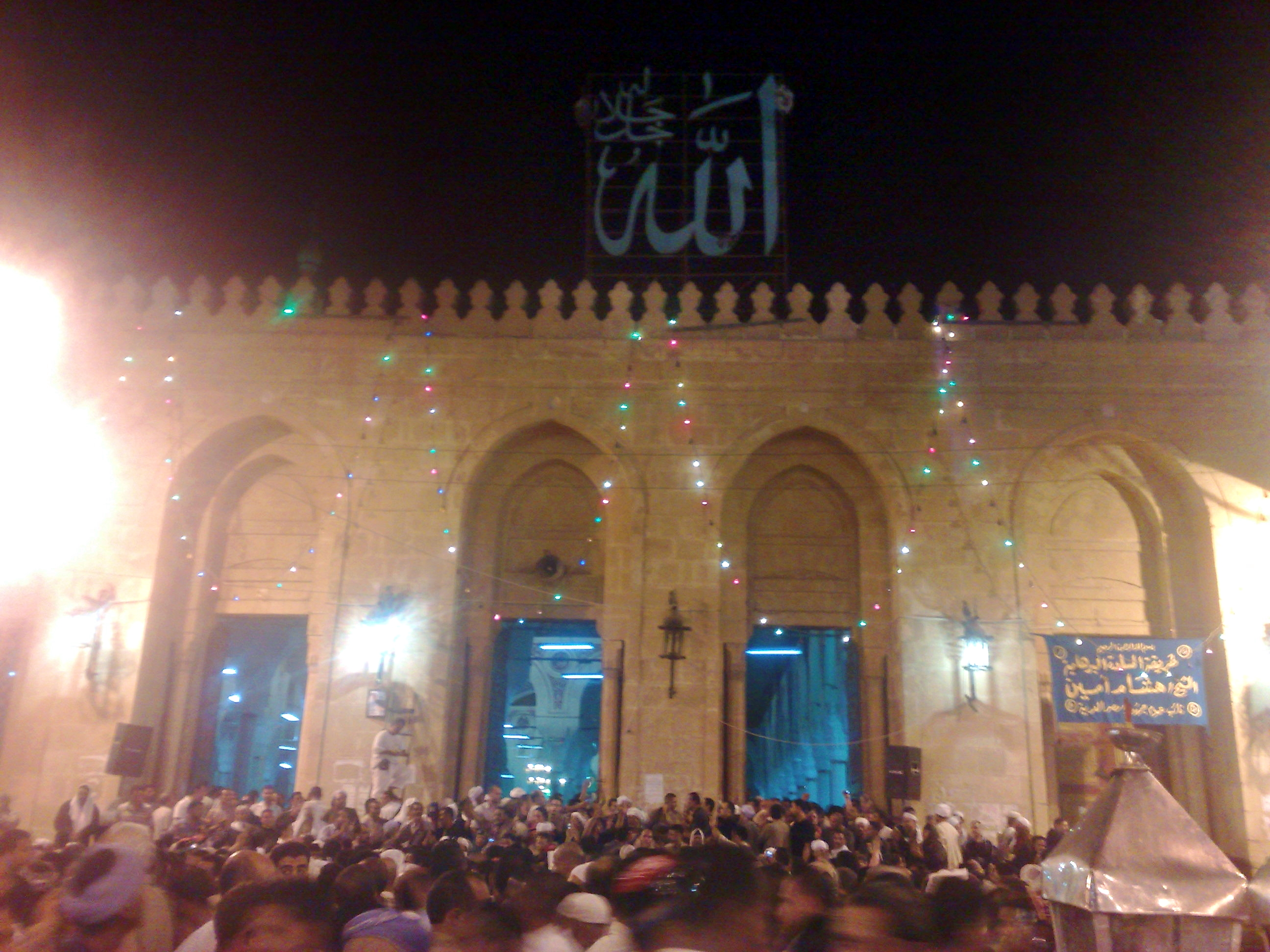
تجمهر الناس أمام المسجد في "الليلة الكبيرة" للاحتفال بمولد الدسوقي عام 2010.
المسجد والحرم الخاص به وسط المدينة.

### المسجد من الداخل

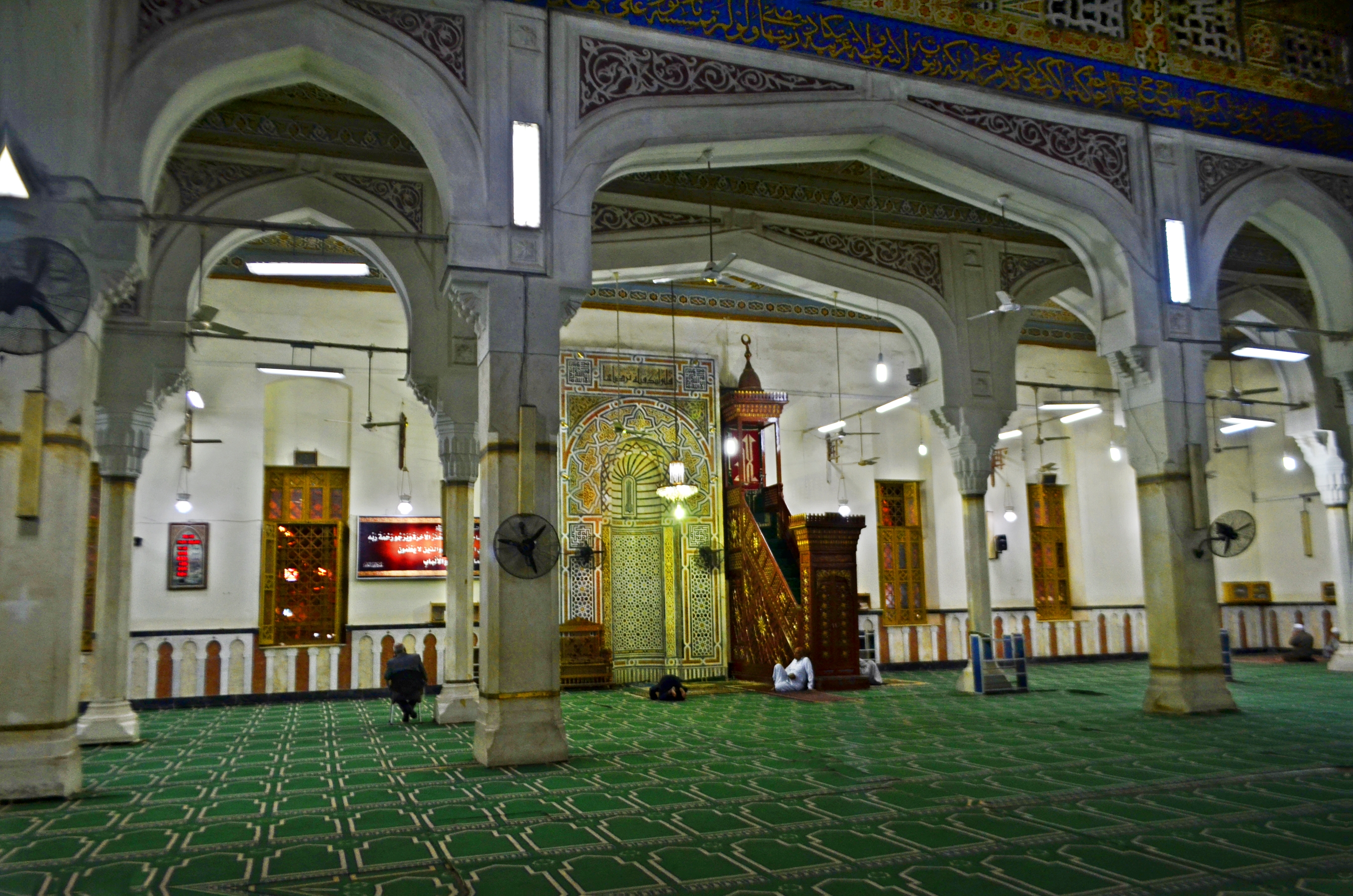
المسجد من الداخل ليلاً.
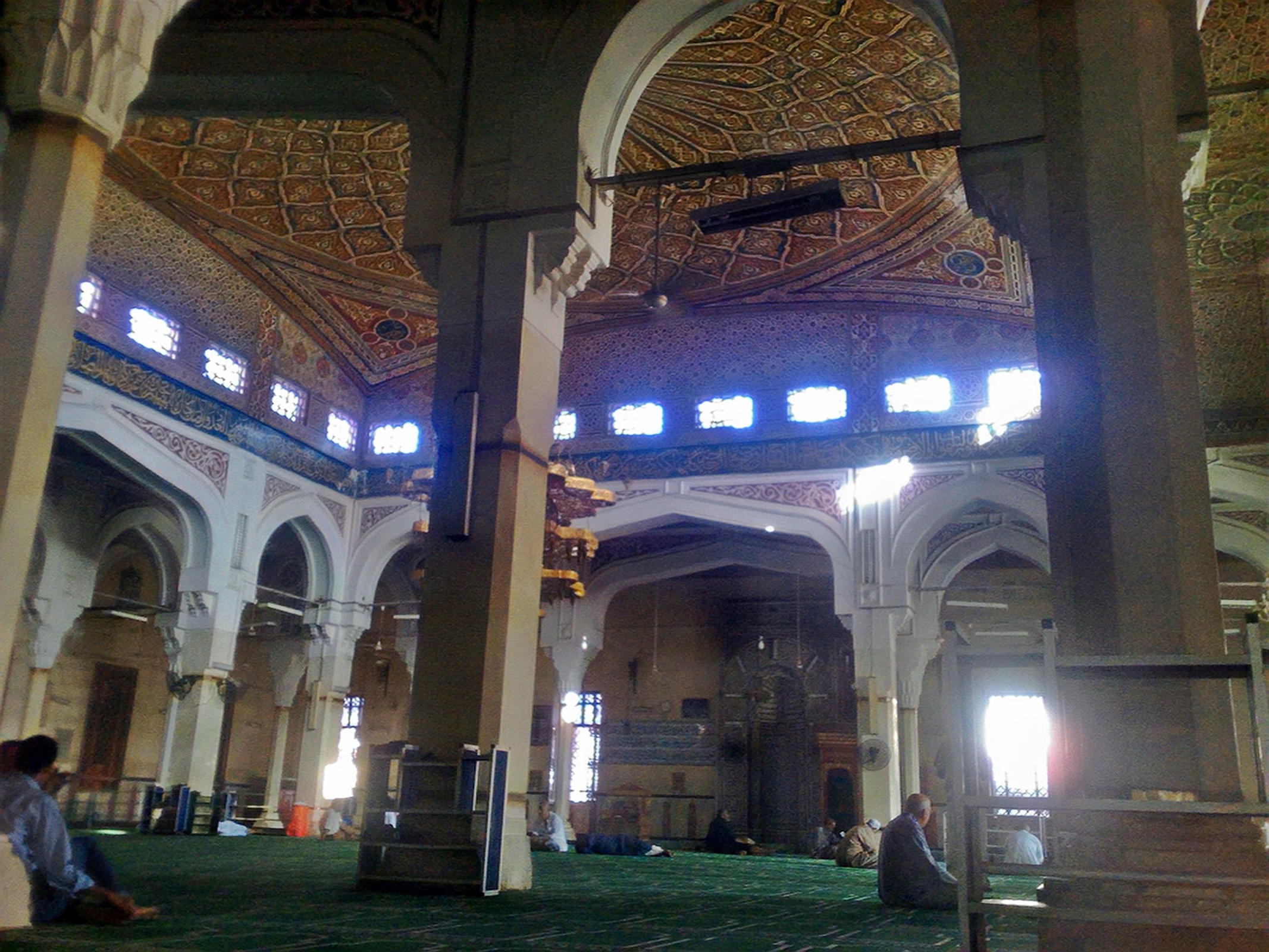
المسجد من الداخل نهاراً.
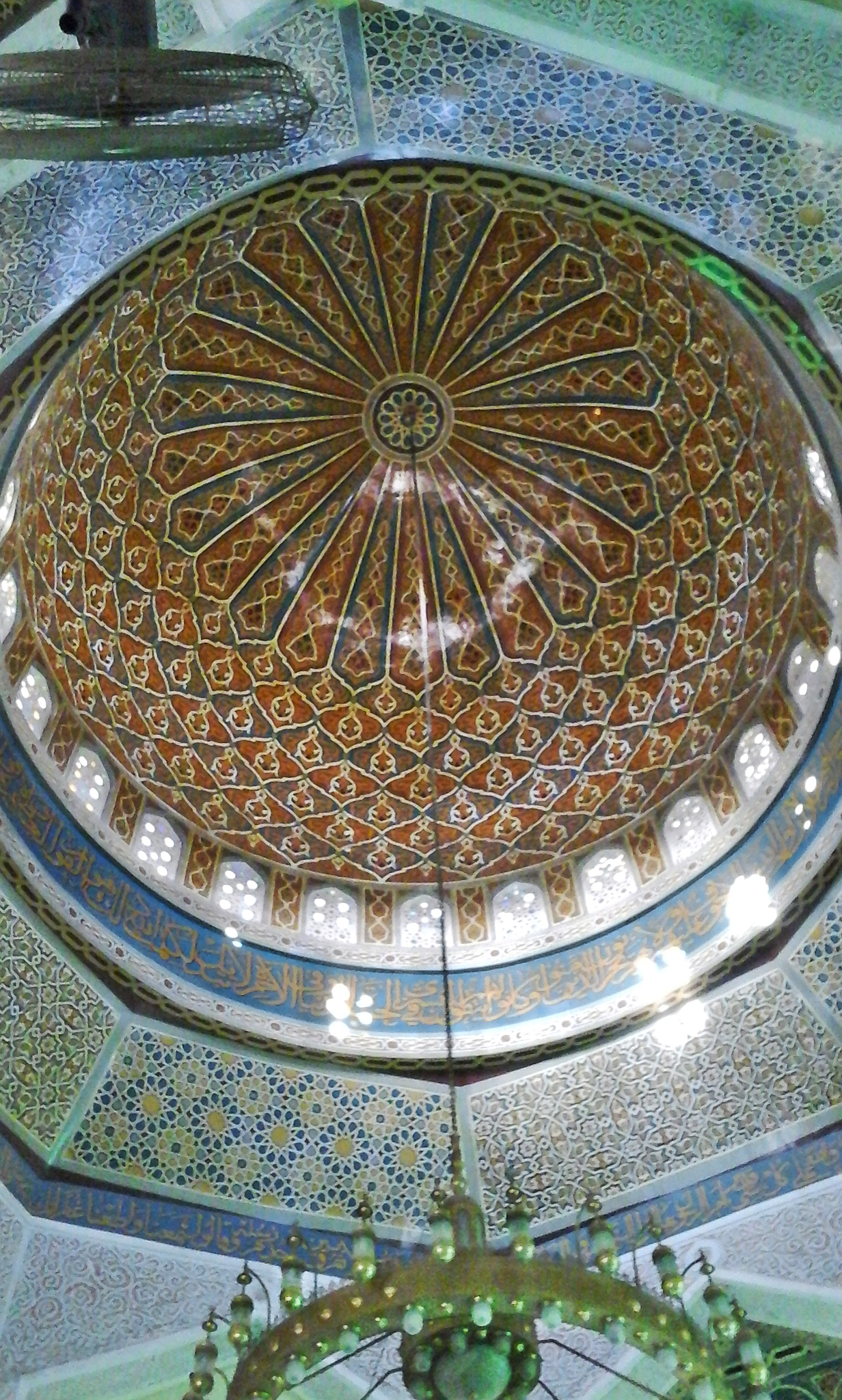
قبة المسجد من أسفل.
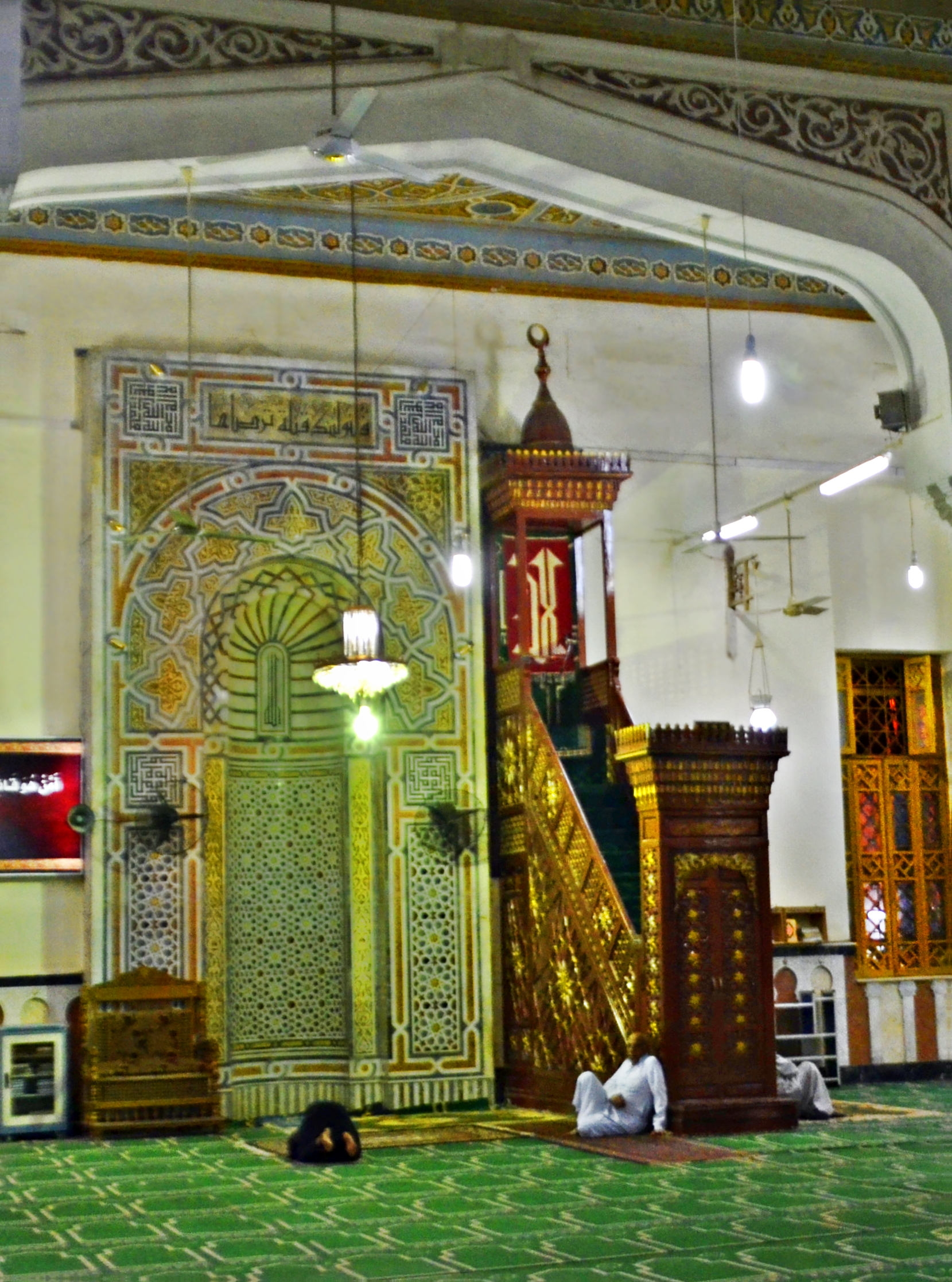
المنبر والمحراب.
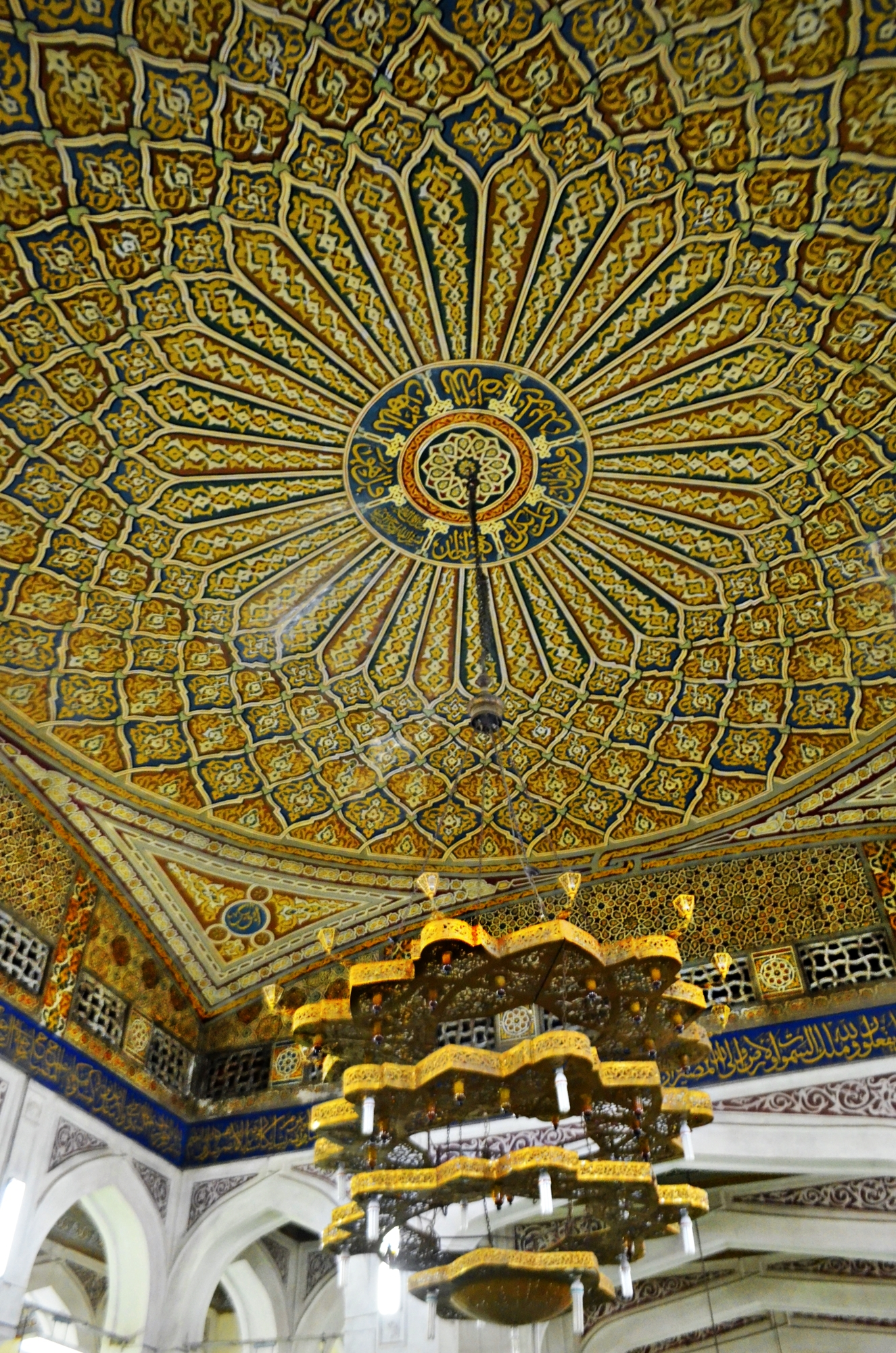
النقوش والزخارف في سقف المسجد.
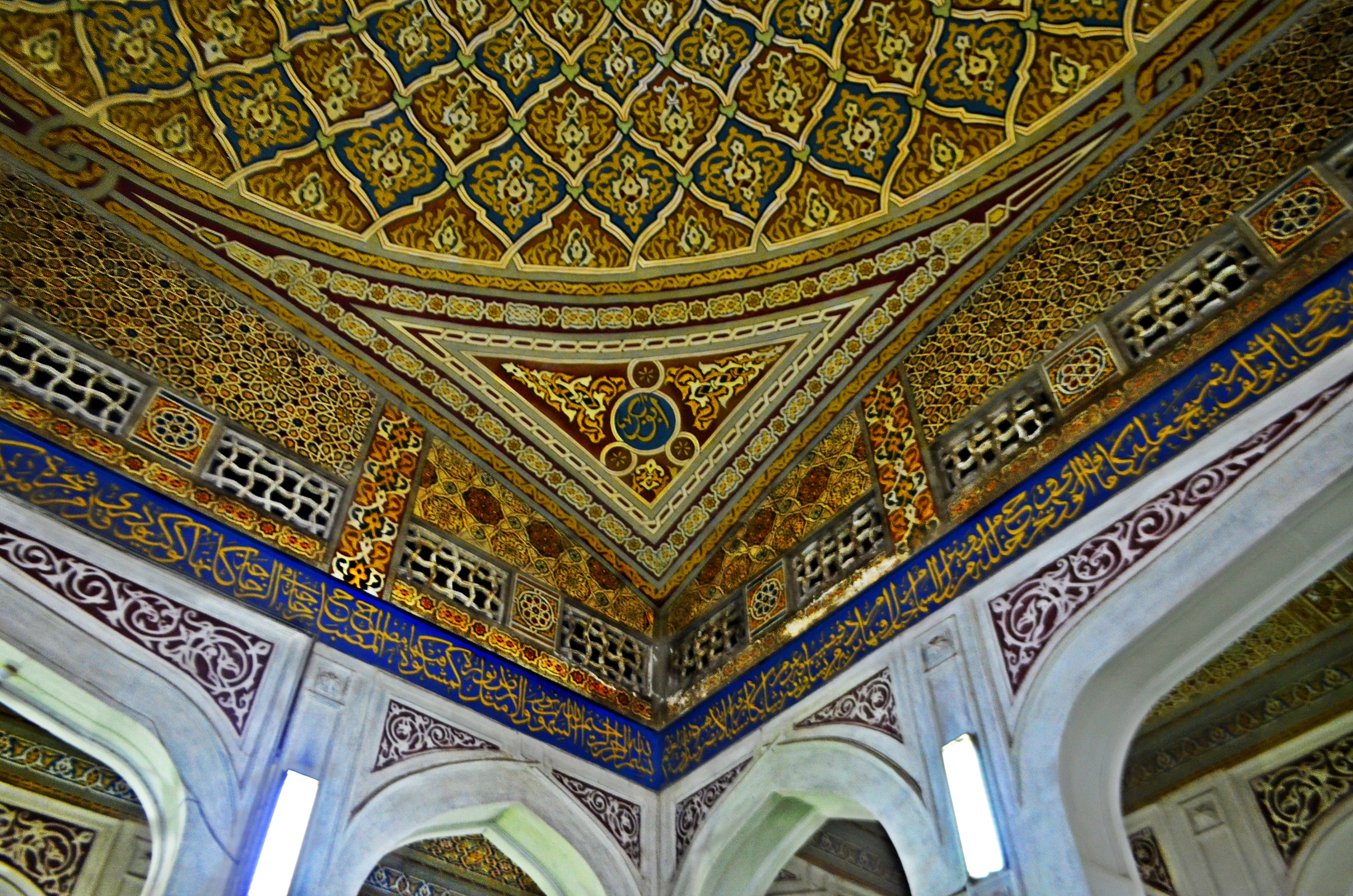
اسم أبو بكر مزخرف
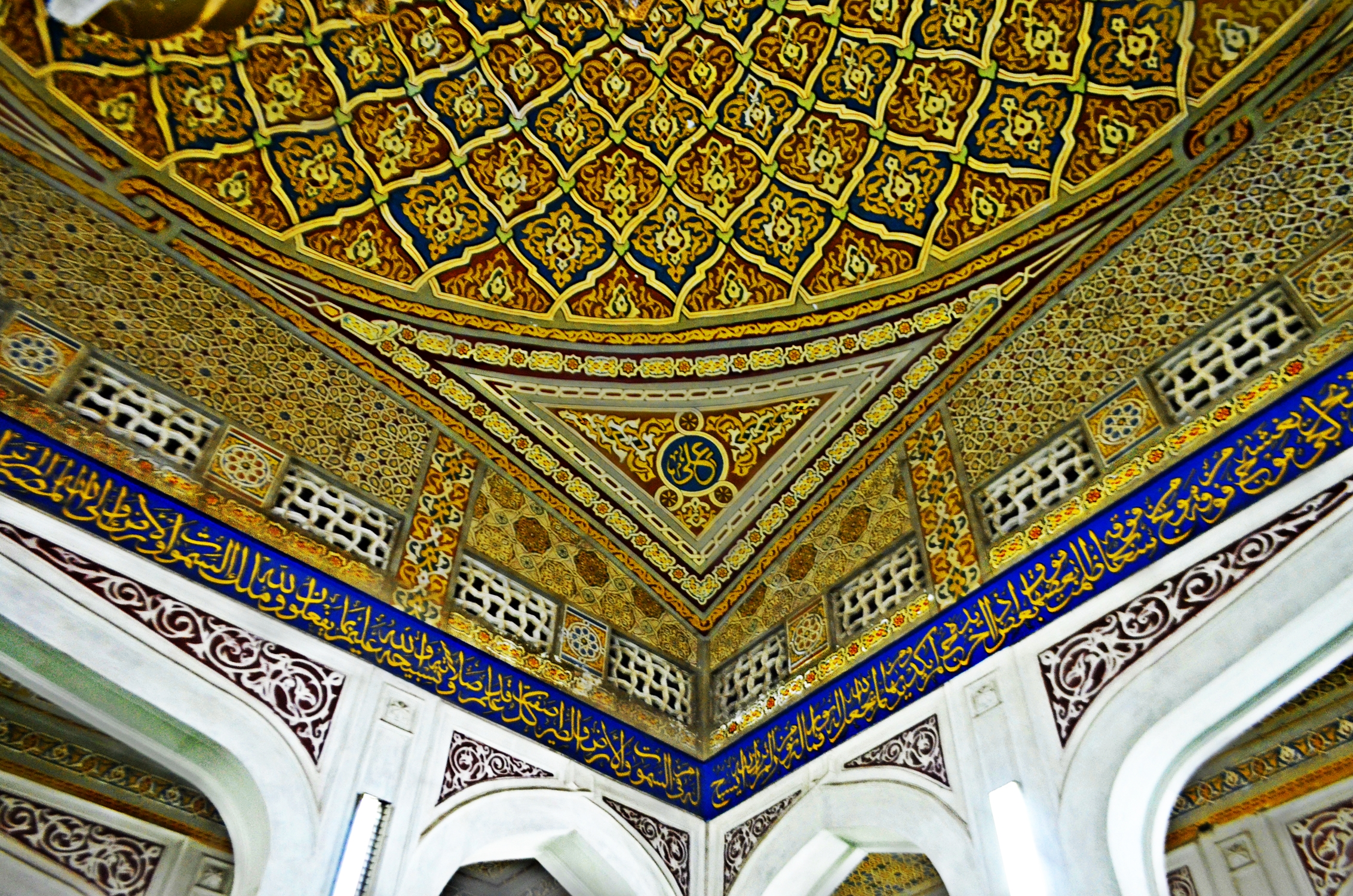
اسم علي مزخرف
شعائر صلاة الجمعة بحضور قيادات من الدولة والمحافظة سنة 2014.
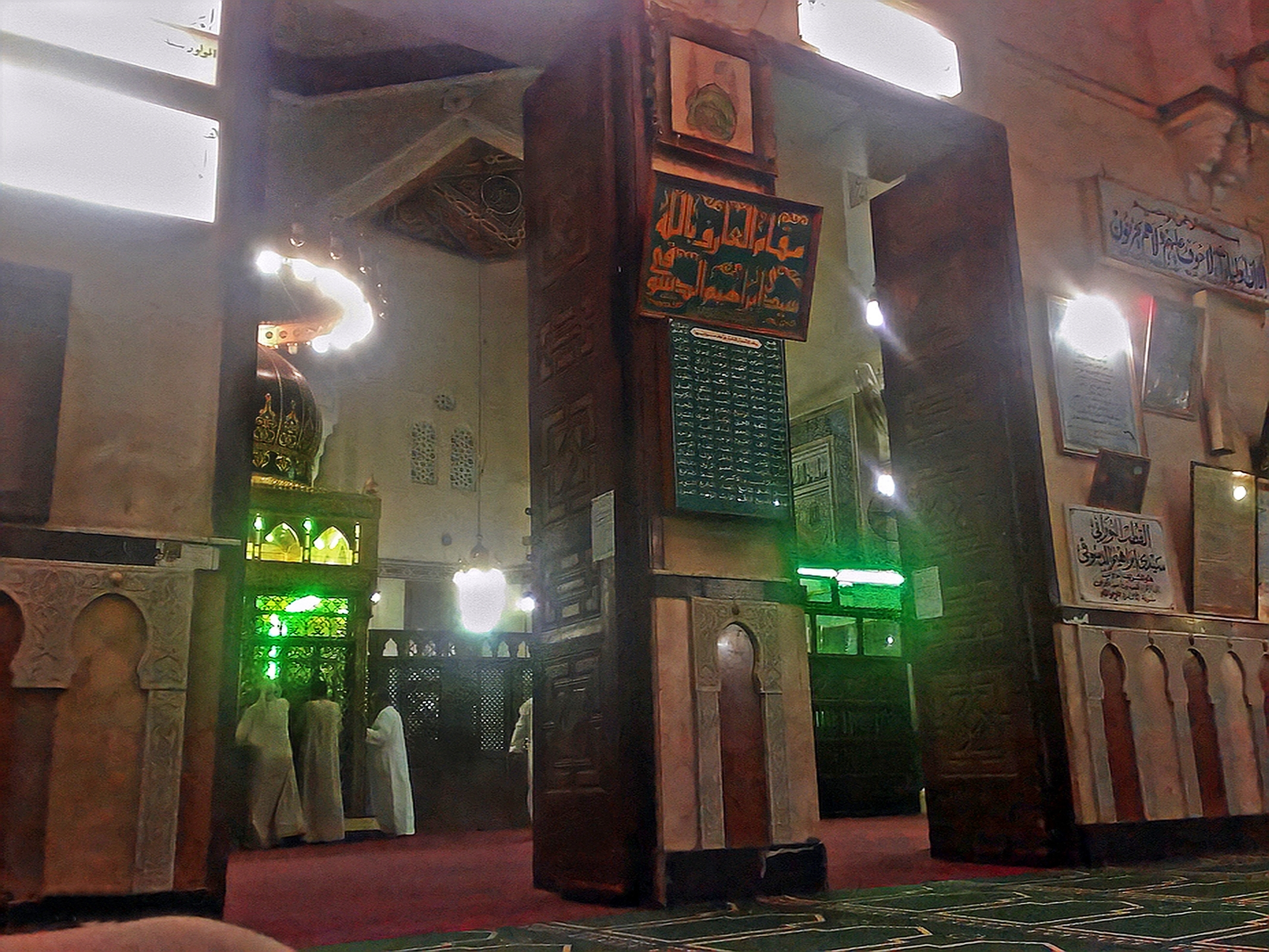
باب ضريح سيدي إبراهيم الدسوقي وشقيقه، حيث أن الأضرحة لا توجد بمكان الصلاة.
لافتة رخامية للدلالة على مقام الإمام الدسوقي أمام ضريحه.
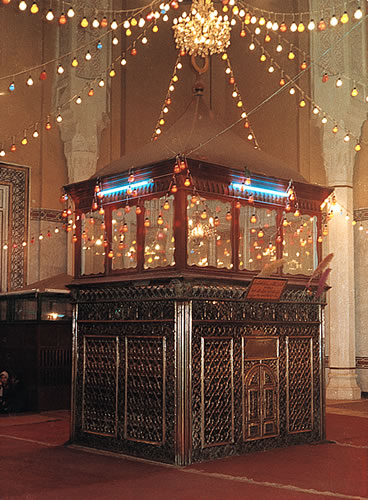
ضريح الإمام الدسوقي القديم.
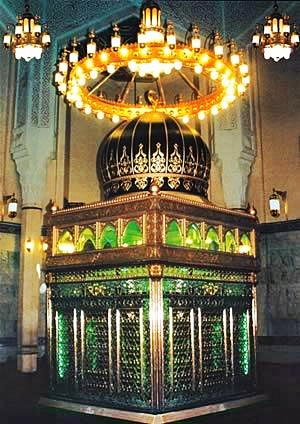
ضريح سيدي إبراهيم الدسوقي بعد تجديده نهاية التسعينات من القرن 20.
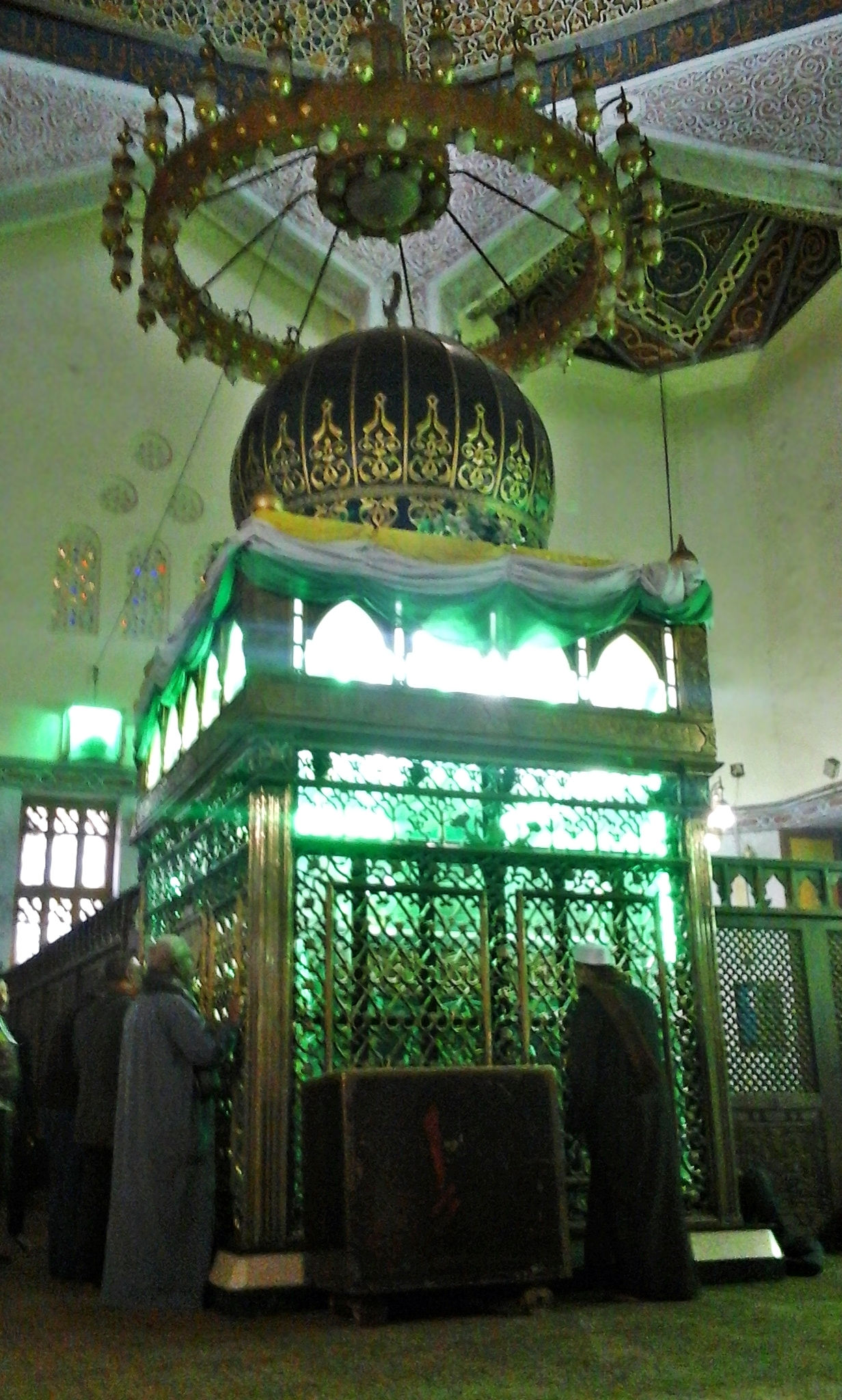
الضريح سنة 2015.
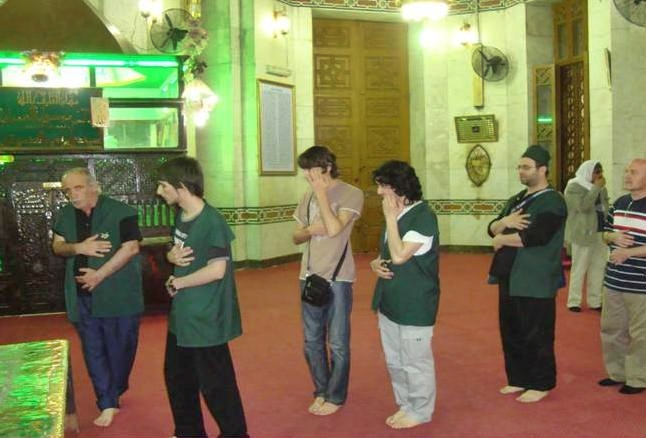
مسلمون من ألمانيا يزورون ضريح سيدي الإمام إبراهيم الدسوقي.
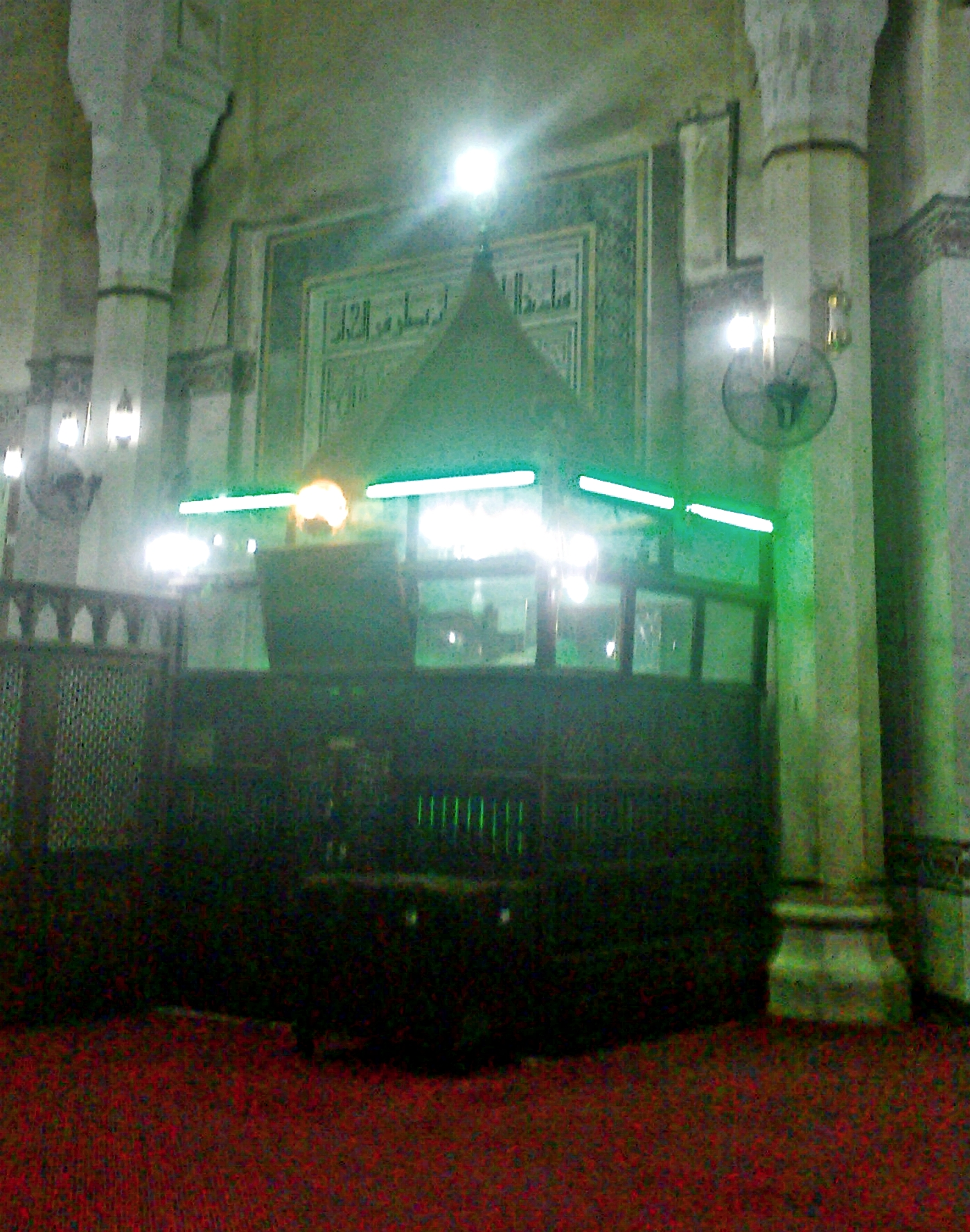
ضريح شقيق الإمام الدسوقي وخليفته شرف الدين أبو العمران موسى.
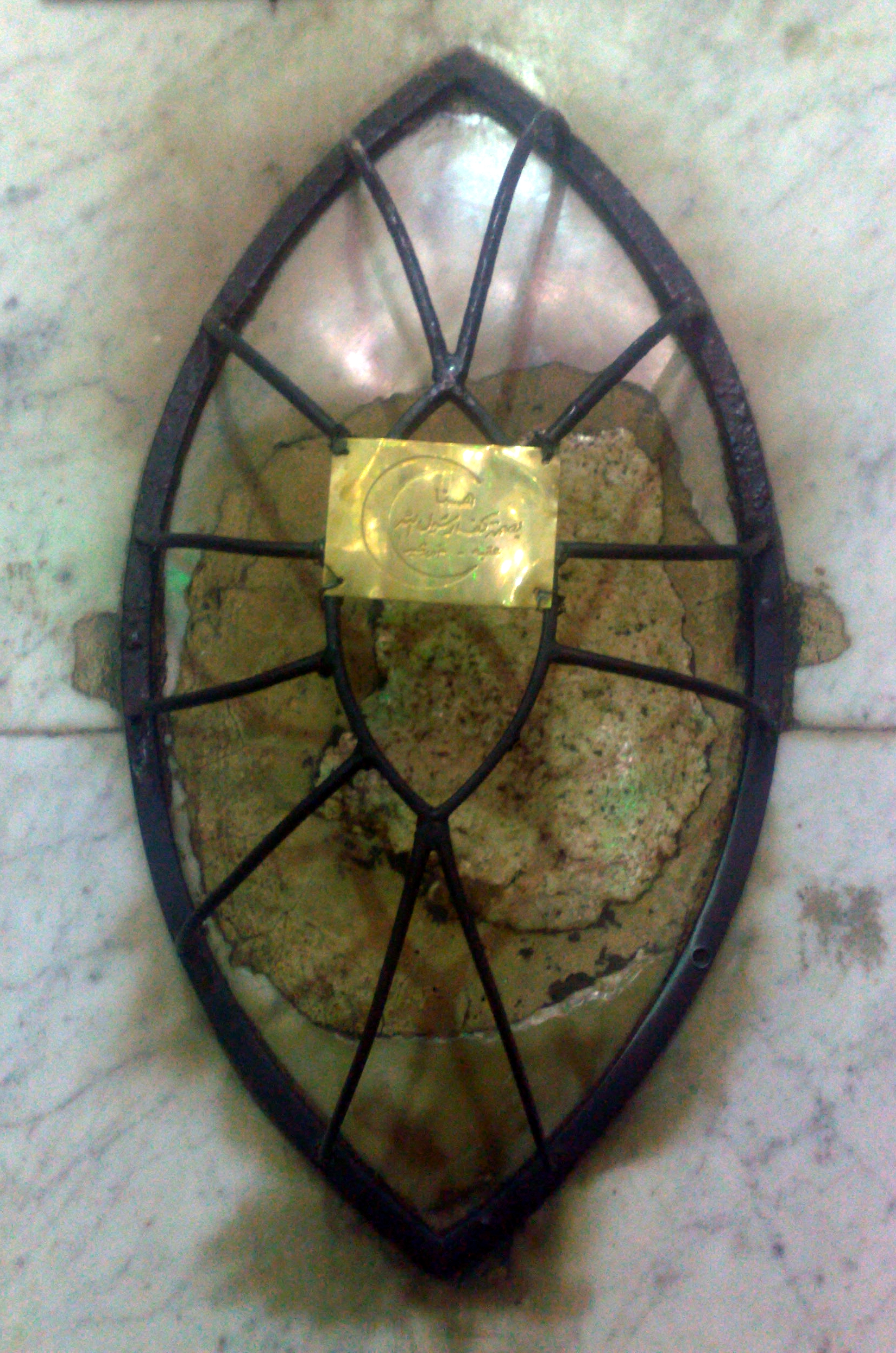
حجر يُعتقد أن الأثر الذي به هو أثر كف النبي محمد.